# Якутский 42-й пехотный полк
42-й пехотный Яку́тский полк — пехотная воинская часть Русской императорской армии. С 1829 года входил в состав 11-й (на тот момент 18-й) пехотной дивизии.
- Старшинство — 16 августа 1806 года.
- Полковой праздник — 26 ноября.

## Места дислокации
- 1820 — Одесса и в окрестности оного[1]. Полк входил в состав 16-й пехотной дивизии.
- 1856 — Ефремов[2].
- 1903—1914 — Кременец.

## История
- 16 августа 1806 года — из одной гренадерской, трёх мушкетёрских рот Селенгинского мушкетёрского полка и рекрут сформирован Якутский мушкетёрский полк в составе трёх батальонов.
- 22 февраля 1811 года — получил наименование Якутский пехотный полк.
- 28 января 1833 года — к полку присоединены 1-й и 3-й батальоны Козловского пехотного и 2-й батальон 35-го егерского полков. Приведён в состав шести батальонов.
- 10 марта 1854 года — сформированы 7-й и 8-й батальоны.
- 14 июня 1866 года — одна рота отчислена на формирование 6-го резервного батальона 77-го Тенгинского пехотного полка.
- 23 августа 1856 года — 4-й батальон переименован в резервный, а батальоны с 5-го по 8-й расформированы.
- 13 октября 1863 года — 4-й батальон и бессрочно-отпускные 5-го и 6-го батальонов отчислены на формирование Звенигородского пехотного полка.
- 25 марта 1864 года — получил наименование 42-й пехотный Якутский полк.
- январь 1918 года — полк расформирован[3].
- 15 марта 1919 года — часть кадрового состава расформированного полка вошла в состав Саратовской отдельной бригады ВСЮР.
- 18 марта 1919 года — полк возрождён во ВСЮР в Одессе, в составе двух батальонов из 2-го Волынского полка 1-го Волынского гетманского корпуса. Включён в Одесскую бригаду.
- Лето 1919 года — в Киеве из военнопленных сформирован 3-й батальон. Включён в состав 7-й пехотной дивизии.
- 3 сентября 1919 года — на основе полка образована Остерско-Козелецкая группа.
- 2 марта 1920 года — включён в состав 4-й стрелковой дивизии.
- Август 1920 года — после Бредовского похода чины полка были влиты в 49-й пехотный Брестский полк, а одна рота — в 3-й Марковский полк.

## Шефы
- 24.08.1806 — 04.03.1810 — генерал-майор Линдфорс, Фёдор Андреевич
- 12.03.1810 — 19.09.1810 — полковник Голенищев-Кутузов, Александр Дмитриевич
- 19.10.1810 — 13.06.1813 — полковник Селиверстов, Алексей Матвеевич
- 28.09.1813 — 01.09.1814 — генерал-майор Юшков, Александр Иванович

## Командиры
- 09.12.1806 — 24.04.1807 — подполковник Анохин, В. А.
- 24.04.1807 — 28.11.1807 — полковник Вишневский
- 21.07.1808 — 18.10.1811[4] — подполковник (с 30.08.1811 полковник) Демьянов
- 16.04.1812 — xx.xx.1815 — майор (с 05.12.1813 подполковник) Угрюмов, Пётр Александрович
- 14.01.1816 — 21.04.1825 — подполковник (с 30.08.1816 полковник) Угрюмов, Пётр Александрович
- 21.04.1825 — 09.11.1832 — подполковник (с 02.09.1829 полковник) Залеский, Николай Иванович
- 09.11.1832 — 03.06.1833 — командующий подполковник Харчевников, Александр Кондратьевич
- 03.06.1833 — 17.08.1841 — полковник (с 06.12.1840 генерал-майор) Сельван, Дмитрий Дмитриевич[2]
- 17.08.1841 — 03.03.1850 — полковник (с 06.12.1849 генерал-майор) Толпыга, Михаил Иванович
- 03.03.1850 — 29.12.1851 — полковник Лютер, Иван Иванович[5]
- 29.12.1851 — 31.07.1855 — полковник (с 02.06.1855 генерал-майор) Бялый, Леонард Онуфриевич
- 31.07.1855 — 12.04.1859 — полковник Вельк, Эдуард Андреевич[6]
- 12.04.1859 — 14.03.1876 — полковник Ламони, Александр Петрович
- 14.03.1876 — 27.12.1876 — полковник Добровольский, Николай Осипович
- 27.12.1876 — 26.04.1879 — полковник Красовский, Николай Иванович
- 18.05.1879 — 04.07.1890 — полковник Коцебу, Павел Августович
- 30.07.1890 — 15.10.1895 — полковник Айгустов, Николай Алексеевич
- 25.10.1895 — 30.03.1898 — полковник Эверт, Аполлон Ермолаевич
- 13.04.1898 — 05.02.1902 — полковник Борщов, Митрофан Иванович
- 11.03.1902 — 07.01.1905 — полковник Путилов, Нил Нилович
- 06.03.1905 — 05.04.1905 — полковник Шишкевич, Михаил Иванович
- 10.04.1905 — 09.11.1906 — полковник Галле, Станислав Франкович
- 02.12.1906 — 18.05.1907 — полковник Муфель, Николай Николаевич
- 12.07.1907 — 05.05.1908 — полковник Афанасьев, Фёдор Иванович
- 19.05.1908 — 23.02.1910 — полковник Святитский, Александр Иванович
- 23.02.1910 — 06.07.1912 — полковник Гольце, Борис Густавович
- 06.07.1912 — 27.11.1914 — полковник Любарский, Вадим Иванович
- 31.12.1914 — 21.08.1915 — полковник Любарский, Вадим Иванович
- 21.08.1915 — 15.01.1916 — полковник Уданович, Тихон Данилович
- 08.02.1916 — 07.02.1917 — полковник Зинько, Андрей Филимонович
- 07.02.1917 — xx.xx.1917 — полковник Антонович, Николай Владимирович

## Боевые отличия
- Георгиевское полковое знамя с надписью «За Севастополь» за оборону Севастополя в 1853—1855 гг.
- Знаки на шапки за турецкую войну 1828—29 гг.
- Георгиевские трубы за турецкую войну 1877—78 гг.

## Полковые знамёна[7]
- В 1805 году полк получил знамёна образца 1803 года — одно белое и пять цветных, с зелёным крестом и белыми углами.
- 22 июня 1833 года 3-му батальону пожаловано знамя (крест зелёный, углы белые)
- 1 мая 1834 года знамя пожаловано 4-му батальону.
- 25 июня 1838 года 3-му и 4-му батальонам полка пожалованы Александровские ленты на знамёна.
- В 1856 году 1-му, 2-му, 3-му и 4-му батальонам пожалованы Георгиевские знамёна (крест синий, углы чёрно-белые).
- 16 августа 1906 года полку пожаловано Георгиевское юбилейное знамя образца 1900 года. Полотнище белое, кайма светло-синяя, навершие образца 1867 года. На знамени надписи: «За Севастополь въ 1854 и 1855 годахъ» (на отрезке Георгиевской ленты), «1806—1906». На юбилейной Александровской ленте надписи: «1906 года», «1806 г. Якутскій мушкетерскій полкъ».

## Полковой знак
Утверждён 28 мая 1910 года в память 100-летнего юбилея полка. Синий овальный щит, обрамлённый серебряным венком из лавровой и дубовой ветвей с цифрой «100» внизу. На верхней половине щита накладные золотые вензеля Александра I и Николая II и юбилейные даты: «1806—1906», на нижней — герб старого (Петровского) Якутского полка (на красном поле золотого щита белый престол, а на нём евангелие). Знак увенчан золотой императорской короной, из-под которой ниспадает золотая лента с надписью: «42 Якутский полк». Высота — 49 мм, ширина — 37 мм.

## Памятные места
- В Болгарии близ села Миндя в местности Грынчер в 1879 году воздвигнут памятник 30 воинам 42-го Якутского пехотного полка и майору того же полка Константину Ивановичу Эмольскому[9].